# Półwieś (jezioro)
Półwieś – jezioro położone na Kociewiu (gmina Gniew, powiat tczewski, województwo pomorskie) w kierunku południowo-wschodnim od Ostrowitego przy drodze krajowej nr 91 w sąsiedztwie jeziora Pieniążkowo.
Powierzchnia całkowita: 38,2 ha.